# Etiuda op. 25 nr 10 (Chopin)

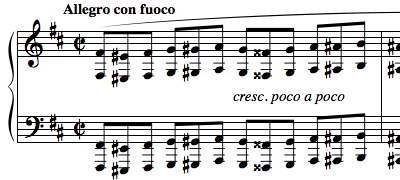
Początek Etiudy

Etiuda h-moll op. 25 nr 10 – dziesiąta z drugiego zbioru Etiud Fryderyka Chopina. Została skomponowana na fortepian w 1835. Dedykowana hr. Marii d'Agoult, kochance Liszta (à Madame la Comtesse d'Agoult), jak całe opus 25. Zwana oktawową.